# James MacDonough
James MacDonough, född 3 april 1970 i Jacksonville, Florida, är en amerikansk basist. Han var thrash-gruppen Megadeths basist åren 2004 till 2006. Han blev ersatt av James LoMenzo. James har även spelat basgitarr i Iced Earth från 1996 till 2000 och 2002 till 2004, samt i Nevermore 2006 som turnerande medlem.

## Diskografi (urval)
Album med Iced Earth
- 1997 – Days of Purgatory
- 1998 – Something Wicked This Way Comes
- 1999 – Alive in Athens
- 2001 – Dark Genesis (CD Box)
- 2002 – Tribute to the Gods
- 2004 – The Glorious Burden

Med Megadeth
- 2006 – Arsenal of Megadeth (DVD)
- 2006 – Gigantour (DVD & CD)
- 2007 – That One Night: Live in Buenos Aires (CD & DVD)